# Oriole de Fuertes
Espèce
Répartition géographique
- zone de nidification
- zone d'hivernage

Statut de conservation UICN

 LC  : Préoccupation mineure
L'Oriole de Fuertes (Icterus fuertesi), également appelé oriole ocré, est une espèce de passereaux de la famille des ictéridés.

## Systématique
Elle est parfois considérée comme une sous-espèce de l’Oriole des vergers (Icterus spurius).

## Distribution
Cet oriole niche le long de la côte est du Mexique, du sud de l’État de Tamaulipas au sud de l’État de Veracruz. Il hiverne sur la côte du Pacifique, de l’État du Guerrero au Chiapas.

## Habitat
Cet oriole niche dans les fruticées denses des côtes sablonneuses. Il affectionne les fourrés d’Hibiscus tiliaceus et de Conocarpus erectus. On le voit également dans les jardins ou croissent les fourrés d’Acacias et les lisières dans les zones agricoles.

## Nidification
Le nid est un panier peu profond suspendu à moins de 6 mètres du sol. Les œufs sont généralement au nombre de deux. Le Vacher bronzé parasite parfois son nid.

## Comportement
L'espèce n’est pas territoriale et deux mâles peuvent être observés chantant dans le même arbre.